# Zipari
Zipari (Grieks: Ζηπάρι) is een dorp in de deelgemeente (dimotiki enotita) Dikaio van de fusiegemeente (dimos) Kos, in de Griekse bestuurlijke regio (periferia) Zuid-Egeïsche Eilanden. In 2001 telde het dorp 2.355 inwoners.
Zipari ligt aan de centrale weg van de luchthaven van Kos naar de voornaamste plaats op het eiland Kos, het gelijknamige Kos. In tegenstelling tot enkele andere plaatsen op het eiland is Zipari niet toeristisch. Wel biedt het enkele voorzieningen voor bewoners van de bergdorpen. De plaats kent ook restanten van een vroeg christelijke basiliek, de Capamabasiliek.